# ایساک تاملینسون
ایساک تاملینسون (انگلیسی: Isaac Tomlinson; ۱۶ آوریل ۱۸۸۰ – ۲۴ اوت ۱۹۷۰) بازیکن فوتبال اهل بریتانیا بود.
از باشگاه‌هایی که در آن بازی کرده‌است می‌توان به باشگاه فوتبال آرسنال، باشگاه فوتبال چسترفیلد، باشگاه فوتبال چسترفیلد، باشگاه فوتبال ساوت‌همپتون، باشگاه فوتبال پورتسموث، و باشگاه فوتبال هارت آف میدلوتیان اشاره کرد.